# Arrenurus bruzelii
Arrenurus bruzelii är en spindeldjursart. Arrenurus bruzelii ingår i släktet Arrenurus, och familjen Arrenuridae. Arten är reproducerande i Sverige.